# Chowańszczyzna
Chowańszczyzna (ros. Хованщина) – opera Modesta Musorgskiego, oparta na autentycznych wydarzeniach z historii Rosji – nieudanej próbie zamachu stanu z 1682 r. 

## Historia powstania i wystawień
Prapremiera opery miała miejsce w Sankt Petersburgu 9 lutego 1886 r. Partytura opery została przejrzana przez Nikołaja Rimskiego-Korsakowa, który istotnie zmodyfikował niektóre fragmenty i uzupełnił niedokończone części. Premiera moskiewska miała miejsce w 1897 r. Za granicą opera pierwszy raz została pokazana w Paryżu w 1913 r. z kolejnymi modyfikacjami: Igor Strawinski i Maurice Ravel istotnie zmodyfikowali scenę finałową. W 1931 r. Chowańszczyzna pierwszy raz zagościła na scenie nowojorskiej. 
W 1960 r. teatr im. Kirowa w Leningradzie po raz pierwszy zaprezentował kolejną wersję, tym razem autorstwa Dmitrija Szostakowicza, który odrzucił poprawki Rimskiego-Korsakowa i sam uzupełnił partyturę w duchu bliższym charakterowi muzyki Musorgskiego. To jego wersja jest obecnie powszechnie akceptowana przez teatry operowe na świecie. 

## Obsada
- książę Iwan Chowański, dowódca strzelców – bas
- książę Andrzej Chowański, jego syn – tenor
- książę Wasyl Golicyn – tenor
- Dosifiej, przywódca sekty starowierców – bas
- bojar Fiodor Szakłowity – baryton
- Kuźma, strzelec – baryton
- Marfa – mezzosopran
- Zuzanna -– sopran

## Treść[1]
Akcja opery rozgrywa się w Moskwie i okolicach w 1682 r. 
Akt I

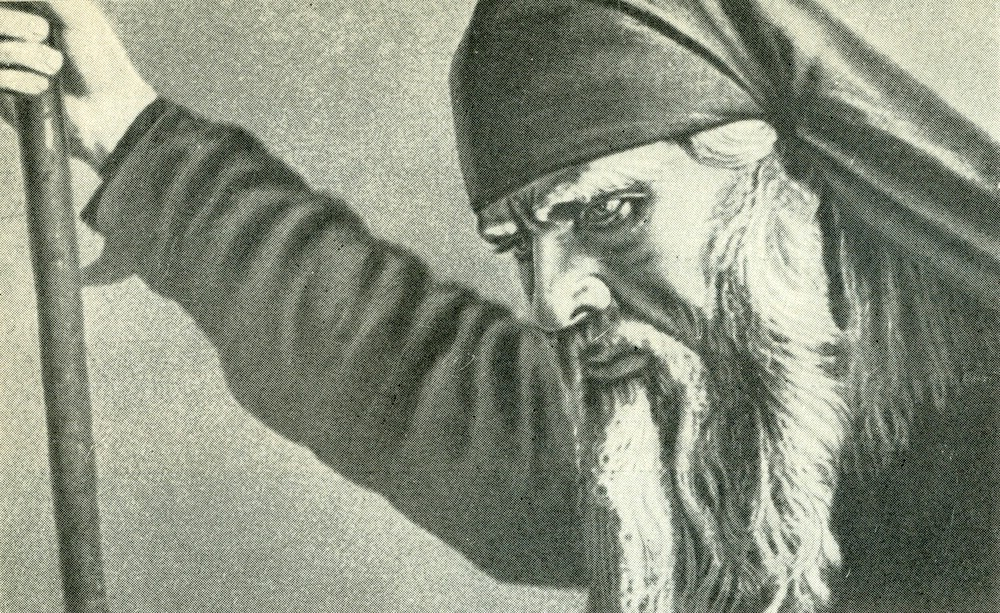
Fiodor Szalapin w roli Dosifieja w 1912 r.

Szakłowityj dyktuje anonim do cara, w którym ostrzega go przed możliwym buntem staroobrzędowców oraz strzelców dowodzonych przez Chowańskiego. Pojawia się Iwan Chowański i obiecuje bronić ludu rosyjskiego przed każdym niebezpieczeństwem. Tymczasem jego syn Andriej ściga niemiecką dziewczynę Emmę, od czego odwodzi go Marfa, kobieta należąca do staroobrzędowców. Andriej grozi zabiciem Emmy, jednak pojawia się Dosifiej, zabierając ze sobą obie kobiety. 
Akt II
W gabinecie księcia Golicyna Marfa przepowiada mu przyszłość, widząc jego rychły upadek. Po jej wyjściu Golicyn poleca swojej służbie zabić ją. Pojawia się Iwan Chowański, a wkrótce po nim Dosifiej, namawiając obu do współpracy. Wraca Marfa, cudem ocalona przez gwardię carską, a po niej Szakłowityj, który informuje zgromadzonych, że car już wie o ich planowanym buncie. 
Akt III
Zuzanna słyszy, jak Marfa śpiewa o swojej miłości do Andrieja Chowańskiego. Następnie kobieta wyznaje Dosifiejowi, że zakochała się w młodym bojarze. 
Akt IV
Odsłona 1
Chowański zostaje ostrzeżony przez służących Golicyna o grożącym mu niebezpieczeństwie. Lekceważy je jednak i zostaje zamordowany przez Szakłowitego. 
Odsłona 2
Golicyn musi udać się na wygnanie, Dosifiej opłakuje nieudany spisek. Marfa proponuje Andriejowi azyl w ukrytej siedzibie staroobrzędowców. 
Akt V
W sosnowym lesie żołnierze carscy poszukują ukrytej świątyni staroobrzędowców, którzy pod wodzą Dosifieja postanawiają popełnić zbiorowe samobójstwo. W płomieniach giną m.in. Marfa, Andriej i sam Dosifiej.